# Adolph Coors Company
De Adolph Coors Company is een voormalige Amerikaanse holding die bestuurd werd door de erfgenamen van de oprichter, Adolph Coors. De grootste dochteronderneming is Coors Brewing Company. Adolph Coors Company werd opgericht in 1873.
In 2005 fuseerde het bedrijf met Molson Brewery tot Molson Coors Brewing Company.
In 2007 startte het bedrijf met Miller Brewing Company een joint venture onder de naam MillerCoors genoemd. SABMiller had een aandeel van 58% in het bedrijf en Molson Coors had een aandeel van 42%. MillerCoors verenigde de twee bedrijven met een hoofdkantoor in Chicago. Na de fusie van Anheuser-Busch InBev en SABMiller op 10 oktober 2016 verkocht SABMiller de volledige "Miller brand"-portfolio buiten de Verenigde Staten en Puerto Rico voor US$ 12 miljard aan Molson Coors.

## Bedrijfsnamen
- Schueler & Coors, Golden Brewery (1873-1880)
- Adolph Coors, Golden Brewery  (1880-1913)
- Adolph Coors Co., Golden Brewery (1909-1913)
- Adolph Coors Brewing and Malting Company, Golden Brewery (1913-1915)
- Adolph Coors Company (1933-1989)
- Coors Brewing Company (1989-2004)
- Molson Coors Brewing Company (2004- )

## Bestuursvoorzitters
- Adolph Coors
- William K. Coors